# Eugenia Golea
Eugenia Golea (Bucarest, Rumania, 10 de marzo de 1971) es una gimnasta artística rumana, subcampeona olímpica en 1988 en el concurso por equipos.

## Carrera deportiva
En el Mundial de Montreal 1985 gana la plata en el concurso por equipos, por detrás de la Unión Soviética y delante de Alemania del Este, siendo sus compañeras de equipo: Laura Cutina, Celestina Popa, Daniela Silivaş, Ecaterina Szabo y Camelia Voinea.
En el Mundial de Róterdam 1987 gana el oro por equipos —por delante de Unión Soviética y Alemania del Este, siendo sus compañeras: Aurelia Dobre, Daniela Silivaș, Ecaterina Szabo, Camelia Voinea y Celestina Popa. Además consigue la plata en salto de potro.
En los JJ. OO. celebrados en Seúl (Corea del Norte) de 1988 consigue plata en equipos, tras la Unión Soviética y por delante de Alemania del Este (bronce), siendo sus compañeras: Aurelia Dobre, Celestina Popa, Gabriela Potorac, Daniela Silivaş y Camelia Voinea.